# 로날트 뮐더르

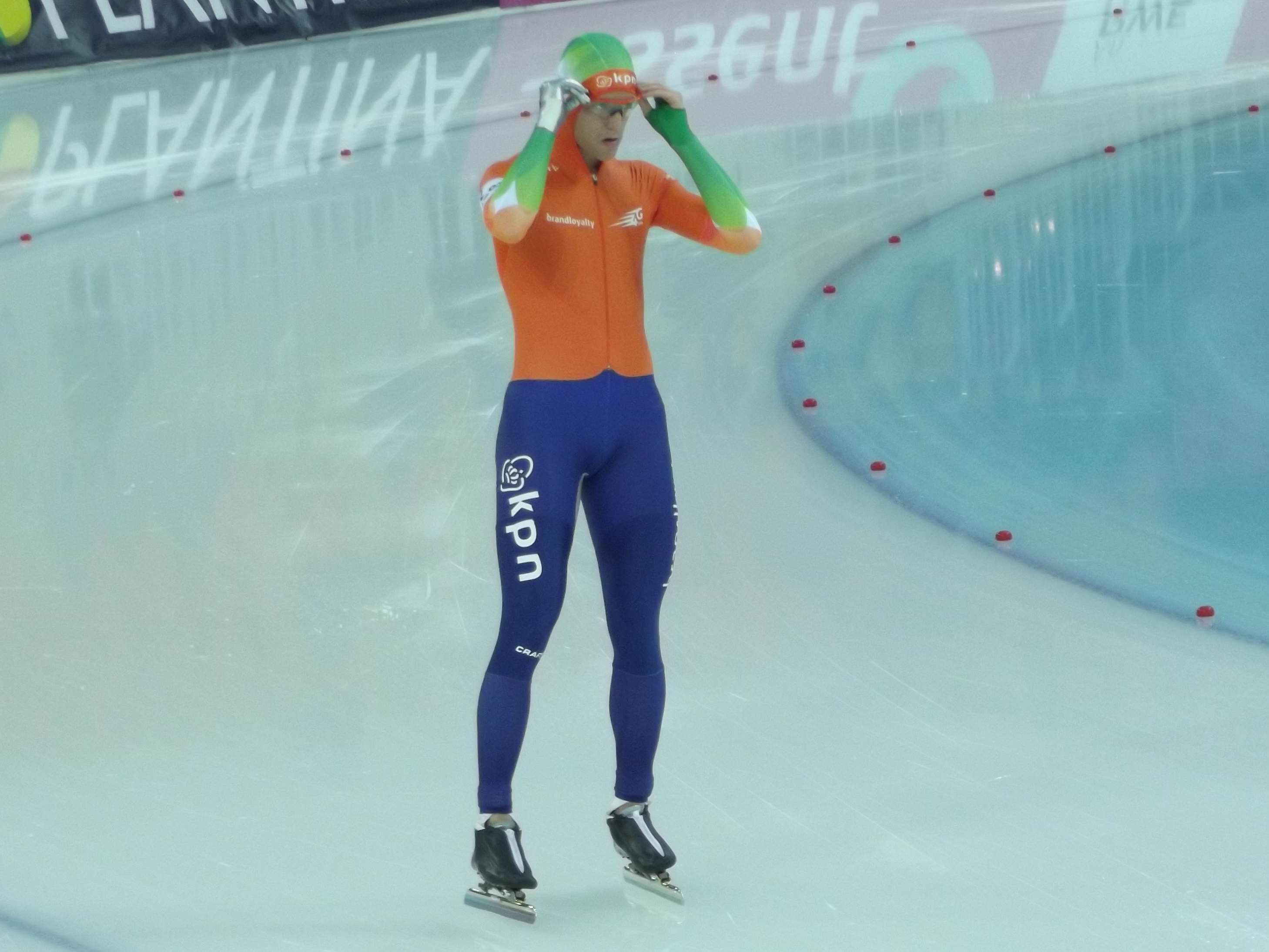

로날트 뮐더르(네덜란드어: Ronald Mulder, 1986년 2월 27일~)는 네덜란드의 남자 스피드 스케이팅 선수이다.
네덜란드에서 쌍둥이 형제 미헐 뮐더르와 함께 단거리 전문 선수로 유명하다. 2009년 네덜란드 단거리 대표로 선발되어, 2010년 동계 올림픽 500m에서 11위를 하였다. 2014년 동계 올림픽 500m에서는 미헐 뮐더르·얀 스메이컨스에 이어 3위로 동메달을 획득했다.